# Taxi 2
Taxi 2 (bra: Táxi 2 ou Táxi 2 - Mais Velocidade nas Ruas; prt: Táxi - Brigada Anti-Gang ou Taxi - Brigada Anti-Gang) é um filme francês de 2000, dos gêneros policial e comédia de ação, dirigido por Gérard Krawczyk, com roteiro de Luc Besson.

## Sinopse
Embaixador japonês visita Marselha para conhecer as técnicas da polícia local. Acaba sequestrado por membros da Yakuza. O policial Emilien é designado para proceder o resgate e conta com a ajuda do taxista Daniel Morales. 

## Elenco
- Samy Naceri .... Daniel Morales
- Frédéric Diefenthal .... Emilien
- Marion Cotillard .... Lily
- Emma Sjöberg .... Petra
- Bernard Farcy .... comissário Gibert
- Jean-Christophe Bouvet .... general